# Idiomas de las Islas Marianas del Norte
En las Islas Marianas del Norte existen varios idiomas entre los cuales se destacan los siguientes:
- El Inglés: Primera lengua oficial del país, hablado solo por el 10,8 % de la población. Fue importada por los estadounidenses tras la Guerra Hispano-Estadounidense en 1898.
- El Chamorro: Segunda lengua oficial del país; es una lengua mixta derivada del español, malayo-polinesio, japonés y alemán, utilizada por la población indígena y mestiza, siendo hablada por el 22,4 % de ellos.
- El Carolinio: Es la tercera lengua oficial, hablada también por la población indígena.

## Otras lenguas
Existen otras lenguas habladas en el país, si bien estas no tienen estatus oficial:
- Lenguas del grupo filipino: habladas por el 24,4 % de la población.
- El chino, hablado por el 23,4 % de la población (descendientes de inmigrantes chinos).
- Se estudia español en la secundaria en la isla de Saipán.

- Datos: Q5908791